# Tompoes

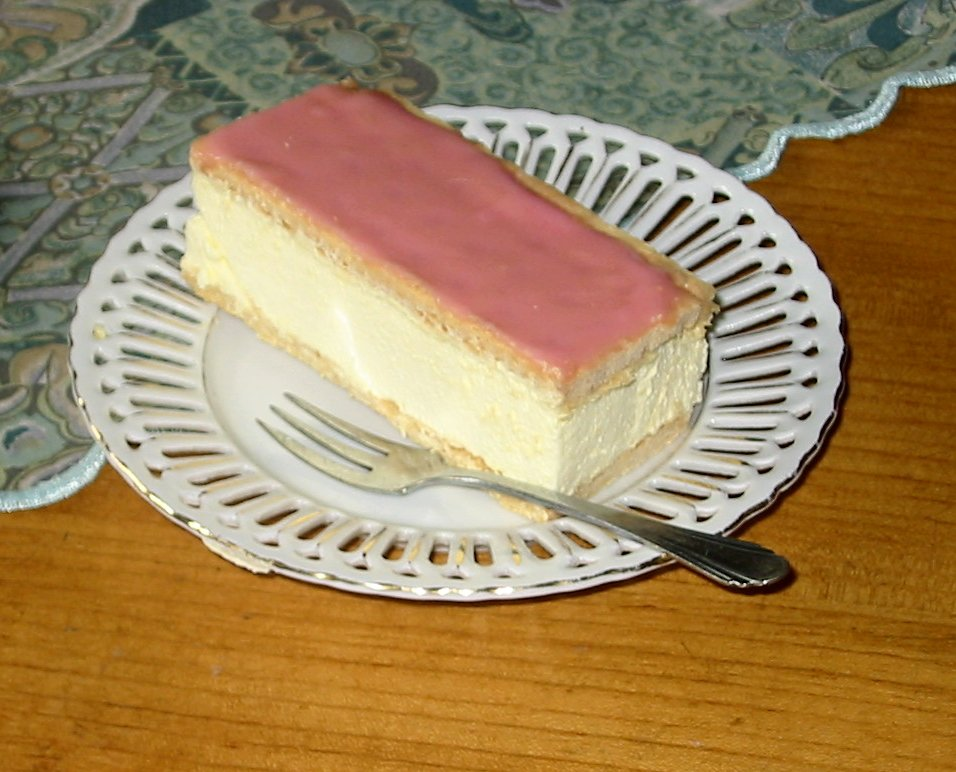
Ciastko tompoes

Tompoes lub tompouce – popularne ciastko holenderskie o charakterystycznym kształcie cegły, które składa się z dwóch warstw chrupiącego ciasta francuskiego, pomiędzy którymi znajduje się wypełnienie z jasnożółtego, gęstego kremu śmietankowego o smaku waniliowym. Rzadziej można spotkać ciastka, które są wypełnione słodką bitą śmietaną. Górna warstwa ciastka jest pokryta lukrem w kolorze (najczęściej) różowym. Ciastka są do kupienia w sklepach piekarniczo-cukierniczych oraz supermarketach.

## Nazwa
Nazwa ciastka pisana jako Tom Pouce oznacza w języku francuskim bohatera bajek dla dzieci – Tomcia Palucha. We Francji ciastka podobne do holenderskiego tompoesa nazywają się millefeuille, a w Wielkiej Brytanii stosowana jest m.in. nazwa Napoleon cake.

## Historia
Po raz pierwszy ciastko tompouce zostało najprawdopodobniej upieczone przez cukiernika z Amsterdamu i nazwane na cześć karła Charlesa Strattona, który występował pod pseudonimem artystycznym General Tom Thumb w amerykańskim cyrku, który w tym czasie gościł w Holandii. Podczas występów w Europie (1844–1845) sławny karzeł używał francuskiej wersji pseudonimu czyli generał Tom Pouce. Kilka lat później podobnego pseudonimu (admirał Tom Pouce) używał podczas występów także fryzyjski karzeł Jan Hannema (1839–1878).

## Odświętna wersja

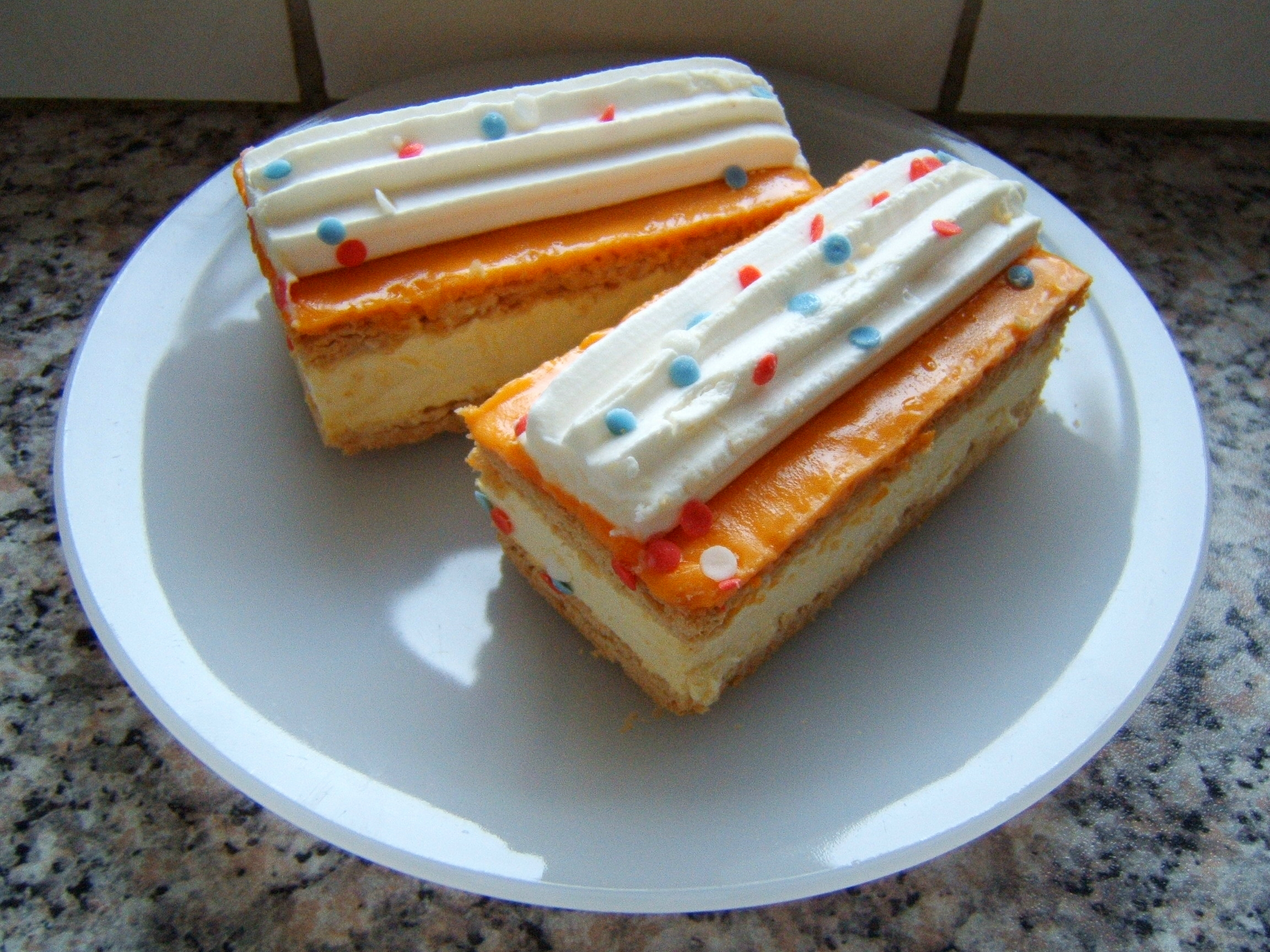
Odświętne ciastka tompoes udekorowane pomarańczowym lukrem

W Dniu Króla oraz podczas ważnych meczów piłkarskich, w których bierze udział drużyna holenderska – ciastka są pokrywane lukrem w kolorze pomarańczowym, który jest symbolicznym kolorem panującej dynastii Oranje-Nassau. Ciastka są często dekorowane po wierzchu bitą śmietaną.

## Podstawowe składniki

### Ciasto francuskie
Z mąki, wody, masła i odrobiny soli przyrządza się podstawowe ciasto, do którego po rozwałkowaniu wkłada się dużą porcję masła. Masła jest prawie 2,5 krotnie więcej niż ciasta. Masło wgniata się do ciasta za pomocą wałka i po wyrobieniu odstawia do lodówki na 10–15 minut. Następnie ciasto rozwałkowuje na stolnicy, składa na cztery warstwy, odkłada do lodówki i ponownie rozwałkowuje i składa na cztery warstwy. Ta czynność zostaje powtórzona kilkakrotnie, np. 3 razy w celu wyrobienia jak największej ilości warstw w cieście. W międzyczasie ciasto za każdym razem leżakuje w lodówce około 2 godziny. Ostatecznie gotowe ciasto rozwałkowuje się na grubość około 1,5 milimetra, wyciska dziurki i piecze na blasze w piekarniku w temperaturze około 180 °C przy uchylonym lufciku, aby uniknąć gromadzenia się pary. Upieczone ciasto powinno być złocisto-brązowe, chrupkie i "skrzypieć" podczas krojenia nożem.

### Krem śmietankowy
Podstawowymi składnikami kremu, którym wypełnia się ciastka są: pełne mleko krowie, cukier, żółtka jaj, skrobia kukurydziana (tzw. maizena) oraz laska waniliowa. Z tych składników sporządza się gęsty budyń o gładkiej strukturze. W tym celu zagotowuje się mleko z cukrem, a z maizeny, żółtek i reszty cukru sporządza masę o jednolitej strukturze, którą dodaje się do mleka porcjami ciągle mieszając, a na końcu zagotowuje przez kilka minut. Gotowy krem wykłada się na blachę. Po schłodzeniu w lodówce stężały kroi na kawałki i roztrzepuje się w mikserze na jednolitą, plastyczną masę. W tej postaci masę rozprowadza się po spodniej warstwie upieczonego ciasta francuskiego i nakrywa drugą warstwą.

### Lukier
Po przełożeniu dwóch warstw ciasta francuskiego kremem wykonuje się lukier. Jego wykonanie polega na rozprowadzeniu cukru pudru niewielką ilością białka jaja kurzego i dodaniu odpowiedniej ilości soku z buraków czerwonych aż do otrzymania pożądanej różowej barwy. Na ciasto nakłada się cienką warstwę różowego lukru. Po wyschnięciu lukru ciasto kroi się na prostokątne kawałki i często dekoruje po wierzchu bitą śmietaną.

## Tompouce w Belgii

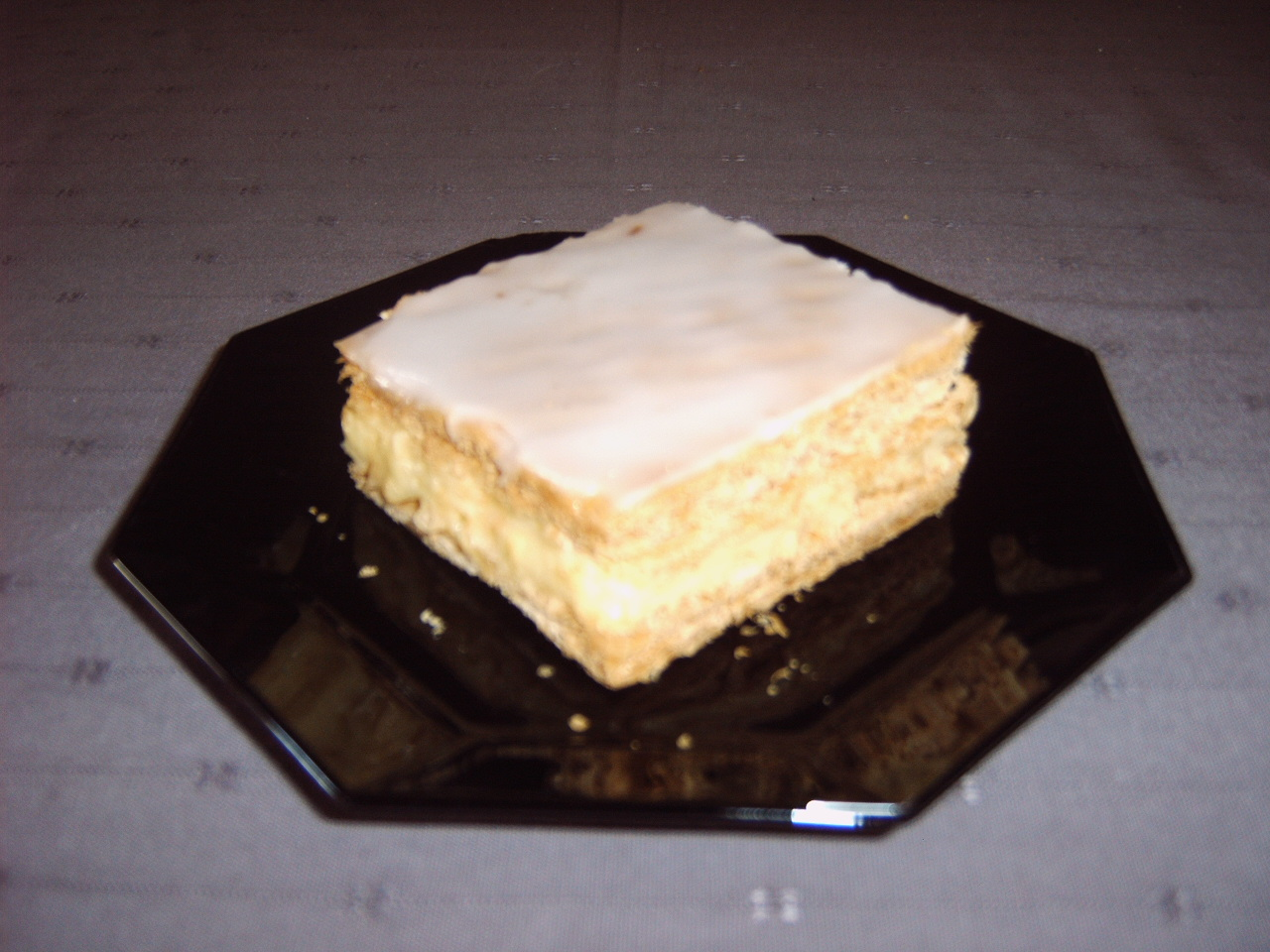
Belgijska wersja ciastka

W Belgii ciastko jest zazwyczaj kwadratowe, a nie prostokątne i jest zawsze pokryte warstwą białego, a nie różowego jak w Holandii, lukru. Znane jest też pod nazwą boekske lub glacéke.

## Podobne ciastka
W wielu krajach europejskich ciastka podobne do holenderskiego tompouce noszą nazwy związane z osobą Napoleona. Nie wiadomo dokładnie, dlaczego ciastka tak zostały nazwane, ale wiadomo, że w jednym z aktów scenicznych Charles Stratton wcielał się w postać Napoleona Bonaparte.